# Otto Leibrecht
Otto Leibrecht (* 10. Februar 1895 in Landstuhl; † 17. November 1973 in München) war ein deutscher Rechtsanwalt und politischer Aktivist.

## Leben und Tätigkeit
Leibrecht zog 1910 mit seiner Familie nach Ludwigshafen, wo er ein Jugendfreund von Edgar Jung wurde. Von 1914 bis 1918 nahm er als Kampfpilot am Ersten Weltkrieg teil und geriet schließlich in französische Gefangenschaft.
Nach dem Krieg studierte Leibrecht Rechtswissenschaften in Heidelberg, Halle und Würzburg. Neben seinem Studium war Leibrecht in der Untergrundbewegung aktiv, die mit gewaltsamen, z. T. sogar terroristischen, Mitteln, gegen die separatistischen Bestrebungen in seiner pfälzischen Heimat kämpfte. In diesem Zusammenhang war er im Dezember 1923 und Januar 1924 maßgeblich an der Vorbereitung des von seinem Freund Jung organisierten und angeführten Attentates auf Wilhelm Heinz-Orbis, den Anführer der pfälzischen Separatisten, im Hotel Wittelsbacher Hof in Speyer beteiligt. Einige Quellen deuten sogar auf eine direkte Beteiligung Leibrechts an dem Attentatsunternehmen – und zwar als Anführer des Sicherungstrupps – hin.
Um 1922 eröffnete Leibrecht eine eigene Rechtsanwaltskanzlei am Karlsplatz in München, in die Jung 1924 als Kompagnon einstieg. Zu den Klienten der Kanzlei gehörte u. a. der Dichter Rudolf Borchardt.
Neben seiner rechtsanwaltschaftlichen Tätigkeit war Leibrecht weiterhin eng an den Aktivitäten seines Freundes Jung beteiligt. So wirkte er an der Abfassung von Jungs politisch-philosophischen Hauptwerk Die Herrschaft der Minderwertigen mit, für dessen erste Auflage (1927) er das Kapitel über die Bevölkerungspolitik formulierte. In der überarbeiteten zweiten Auflage (1930) übernahm Jung selbst die Formulierung dieses Kapitels, ließ sich für dieses aber eng von Leibrecht beraten, so dass er das Werk, wie er im Vorwort festhält, weiterhin als Gemeinschaftsarbeit betrachtete.
Öffentlich tat Leibrecht sich 1927 mit einem publizistischen Angriff auf Adolf Hitler in der Zeitung Das Dritte Reich hervor, den u. a. die Münchener Neuesten Nachrichten nachdruckten. Hitler selbst setzte sich mit Leibrechts Kritik in einer öffentlichen Rede auseinander.
Nach der Verhaftung Jungs – der zu diesem Zeitpunkt eine führende Rolle im Widerstand gegen das NS-System spielte – und der Durchsuchung der gemeinsamen Kanzlei in München im Juni 1934 versteckte Leibrecht sich einige Tage im Gebirge, wodurch er womöglich einer Verhaftung und/oder Erschießung während der Röhm-Krise entging. Anschließend konnte er bis 1944 unbehelligt als Rechtsanwalt arbeiten. Politisch stand er weiterhin dem Widerstand nahe und fungierte als Verbindungsmann für Widerstandskreise in die Schweiz. Nach dem Attentat vom 20. Juli 1944 wurde Leibrechts Kanzlei erneut durchsucht. Im Dezember 1944 floh Leibrecht in die Schweiz, wo er mit dem späteren bayerischen Regierungschef Wilhelm Hoegner in Verbindung stand. Angeblich war er an Hoegners „Züricher Dokument“ zur staatlichen Neugestaltung Bayerns nach dem Krieg beteiligt.
1945 kehrte Leibrecht nach München zurück, wo er wieder als Rechtsanwalt tätig war und bis zu seinem Tod politisch unauffällig lebte.

## Archivarische Überlieferung
In der Abteilung Kriegsarchiv im Bayerischen Hauptstaatsarchiv hat sich eine Militärpersonalakte zu Leibrecht erhalten (OP 26397).

## Schriften
- Die Ehescheidungsgründe der lege ferenda, s. l. 1922. (Dissertation)
- „Nationalsozialistische Irrtümer“, in: Das Dritte Reich vom Mai 1927.
- Vom Sinn des Volkes. Versuch einer Metaphysik der Vaterlandsliebe, Nürnberg 1927.